# 伊達氏宗
伊達氏宗（1371年—1412年8月24日）是室町時代的武將。奧州伊達氏第10代當主。父親是伊達政宗。母親是輪王寺殿（善法寺通清的女兒）。正室是廣教院。官位是從五位下兵部少輔。兒子是伊達持宗。
母親的姊妹紀仲子是後円融天皇的母親，另一個姊妹紀良子是室町幕府第3代將軍足利義滿的母親；因此與義滿有從兄弟的關係。還有名字中的「氏」字是從鐮倉公方足利氏滿的偏諱下賜一字。
為了弔唁父親的菩提而創建東光寺。氏宗在應永年間使用的香爐形朱印現今仍然存在。